# Hlemýžď zahradní

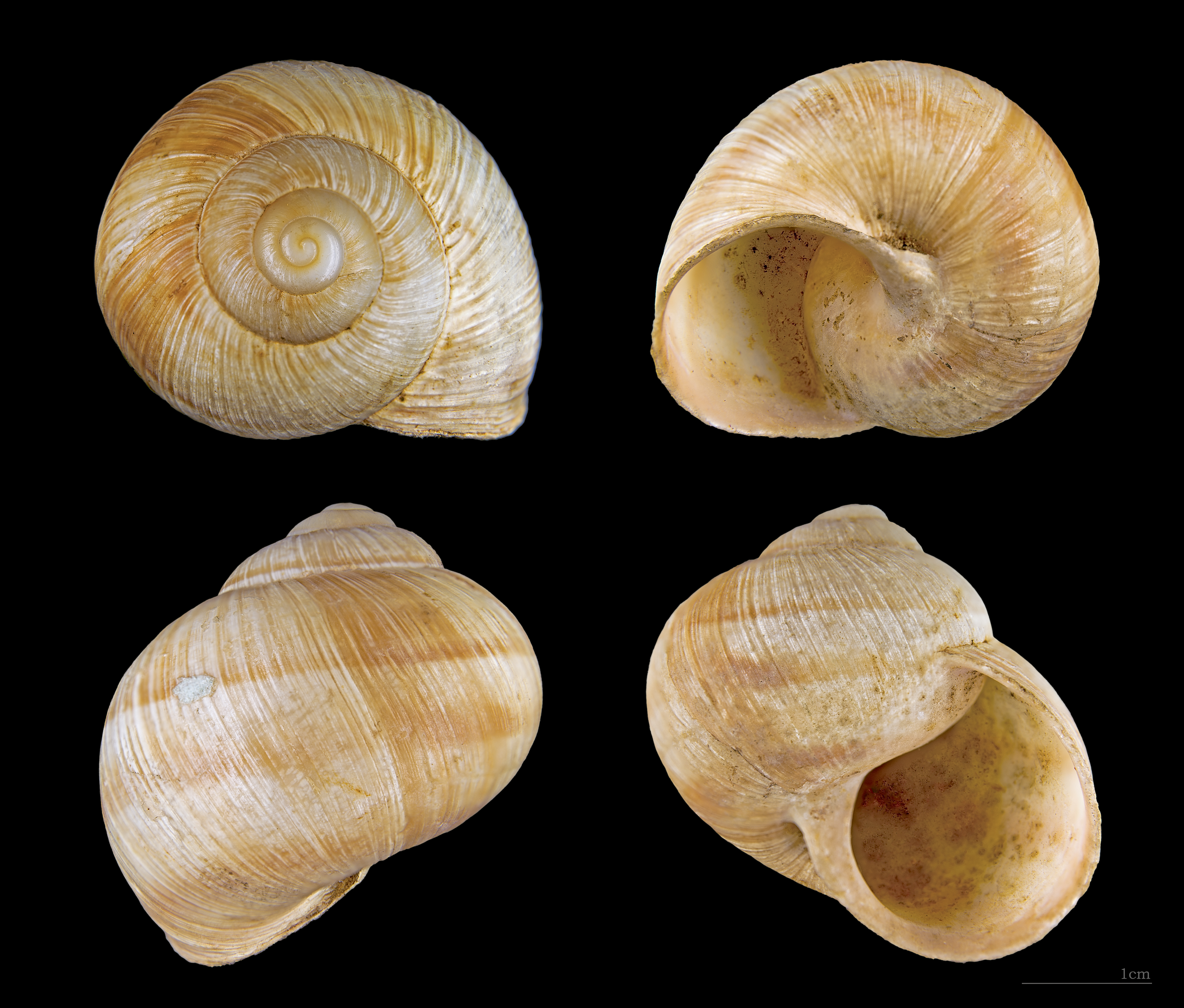
Helix pomatia

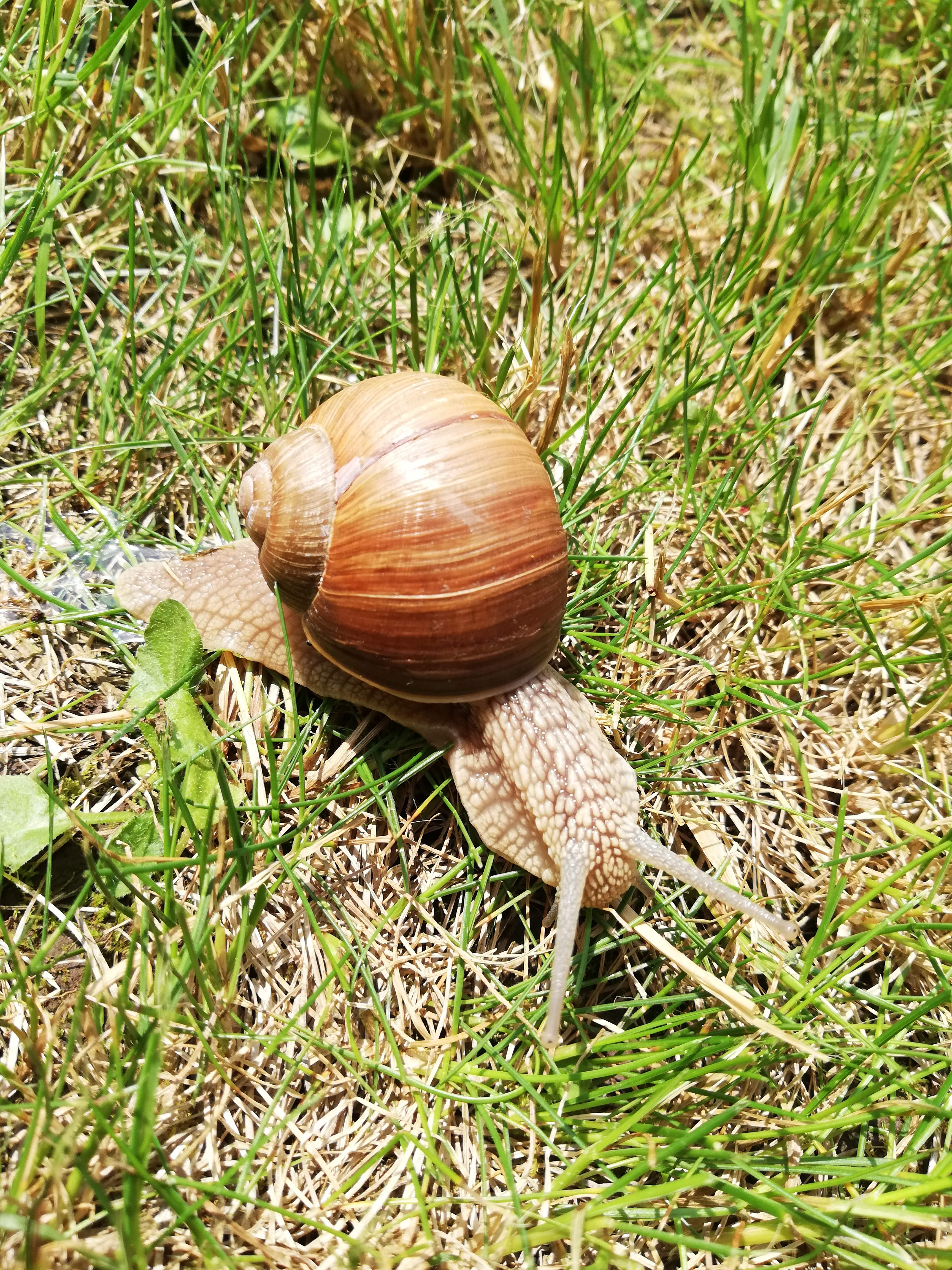
obrázek hlemýždě zahradního

Hlemýžď zahradní (Helix pomatia) je druh suchozemského plže z čeledi hlemýžďovití. Se svou velikostí 40–50 mm je to jeden z největších ulitnatých plžů žijících v České republice. Má žlutohnědou, tmavě hnědou nebo bílou schránku s tmavými pásky. V přírodě se dožívá přibližně šesti let, v zajetí až deseti až dvanácti. Vyskytuje se v křovinách a hájích, ale často i v zahradách. Zimu přečkává vytvořením vápenatého „víčka“ (epifragma).
Pohybuje se maximální rychlostí 6 m/h.

## Vzhled

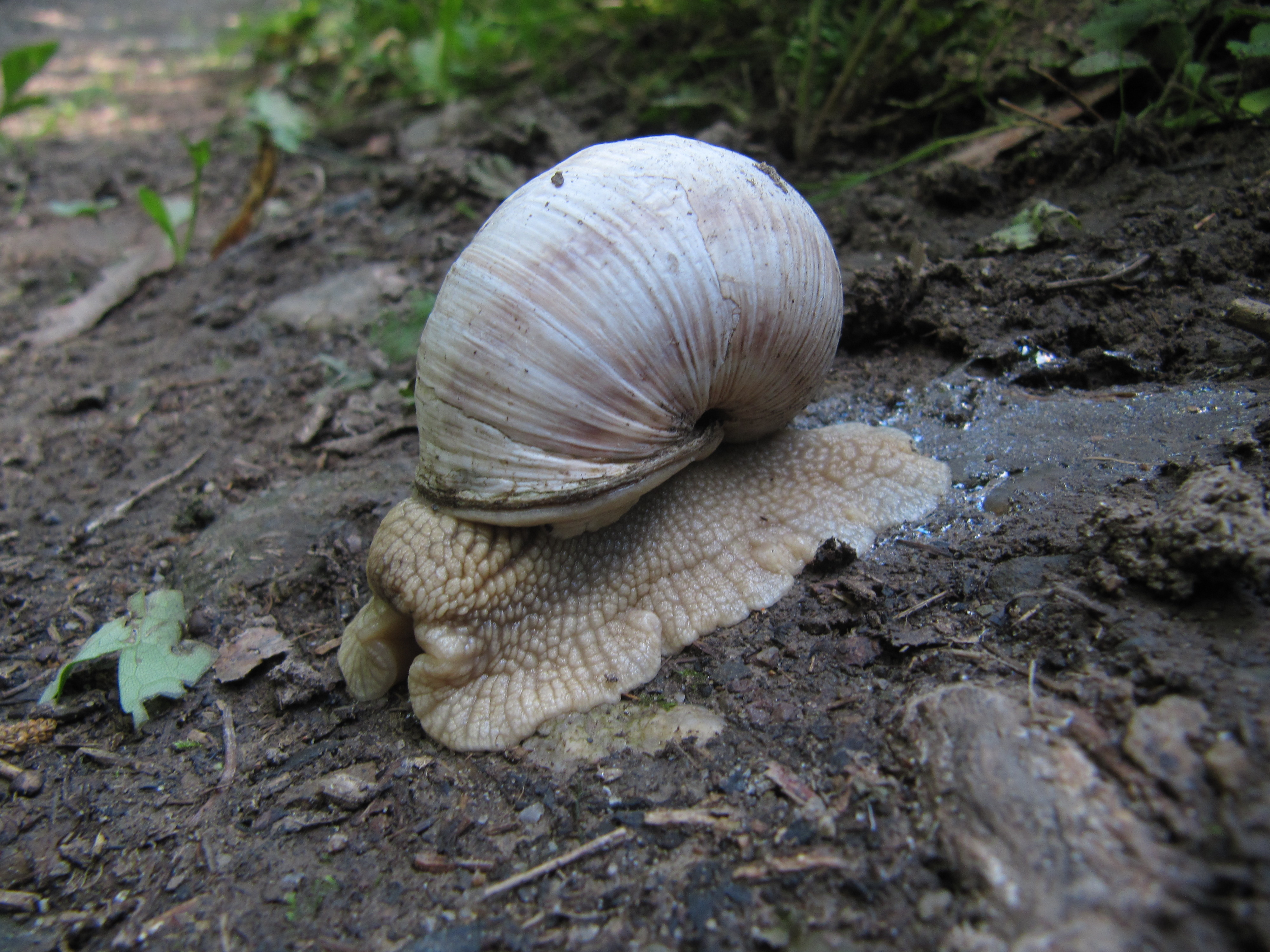
Starší hlemýžď s bílou ulitou

Hlemýžď zahradní má kulovitou pravotočivou (levotočivost je vzácná rarita) ulitu z uhličitanu vápenatého širokou 32–50 mm a vysokou 30–50 mm.[zdroj?] Tělo je dlouhé asi 10 cm. Základní stavba těla je stejná jako u ostatních stopkookých plžů. Hlava nese dva páry tykadel, z nichž delší pár nese oči a kratší pár je orgánem čichu a hmatu. Ústní otvor obsahuje radulu, pilníkovitou chitinovou destičku. Svalnatá noha vylučuje hlen, který slouží k pohybu. Vnitřní orgány jsou uloženy v útrobním vaku v ulitě. U mladých hlemýžďů má ulita tmavě hnědou nebo žlutohnědou barvu, stárnutím hlemýždě je barva stále světlejší.

## Soustavy
- Trávicí soustava: ústa s pilníkovitou chitinovou destičkou (radulou), hltan, jícen, žaludek, střevo, slinivkojaterní žláza (hepatopankreas)
- Dýchací soustava: plicní vak (součást pláště)
- Vylučovací soustava: metanefridie
- Cévní soustava: otevřená, srdce (1 komora a 1 předsíň), namodralá krev (měď)
- Nervová soustava: uzlinová (gangliová)
- Pohlavní soustava: přímý vývoj, hermafrodité

## Chování
Hlemýžď se pohybuje pouze během deště a asi den po dešti. Poté se přilepí k podkladu (např. kameni, rostlině atd.) a nepřemísťuje se až do dalšího deště. Když je v ohrožení, nejprve zatáhne oči a potom i tělo. Část těla vyčnívá a hlemýžď v opětovném bezpečí opět vyleze z ulity a vytáhne tykadla. V zajetí musí mít vytvořené přirozené prostředí.

## Potrava
Hlemýžď je býložravec. Živí se rostlinami, které ukusuje pomocí raduly, denně zkonzumuje tolik potravy, kolik sám váží. Dokáže trávit celulózu.
Ačkoliv je hlemýžď primárně býložravec, nepohrdne ani jinou stravou. Například mrtvými těly živočichů, často jiných plžů.   

## Vývoj a rozmnožování

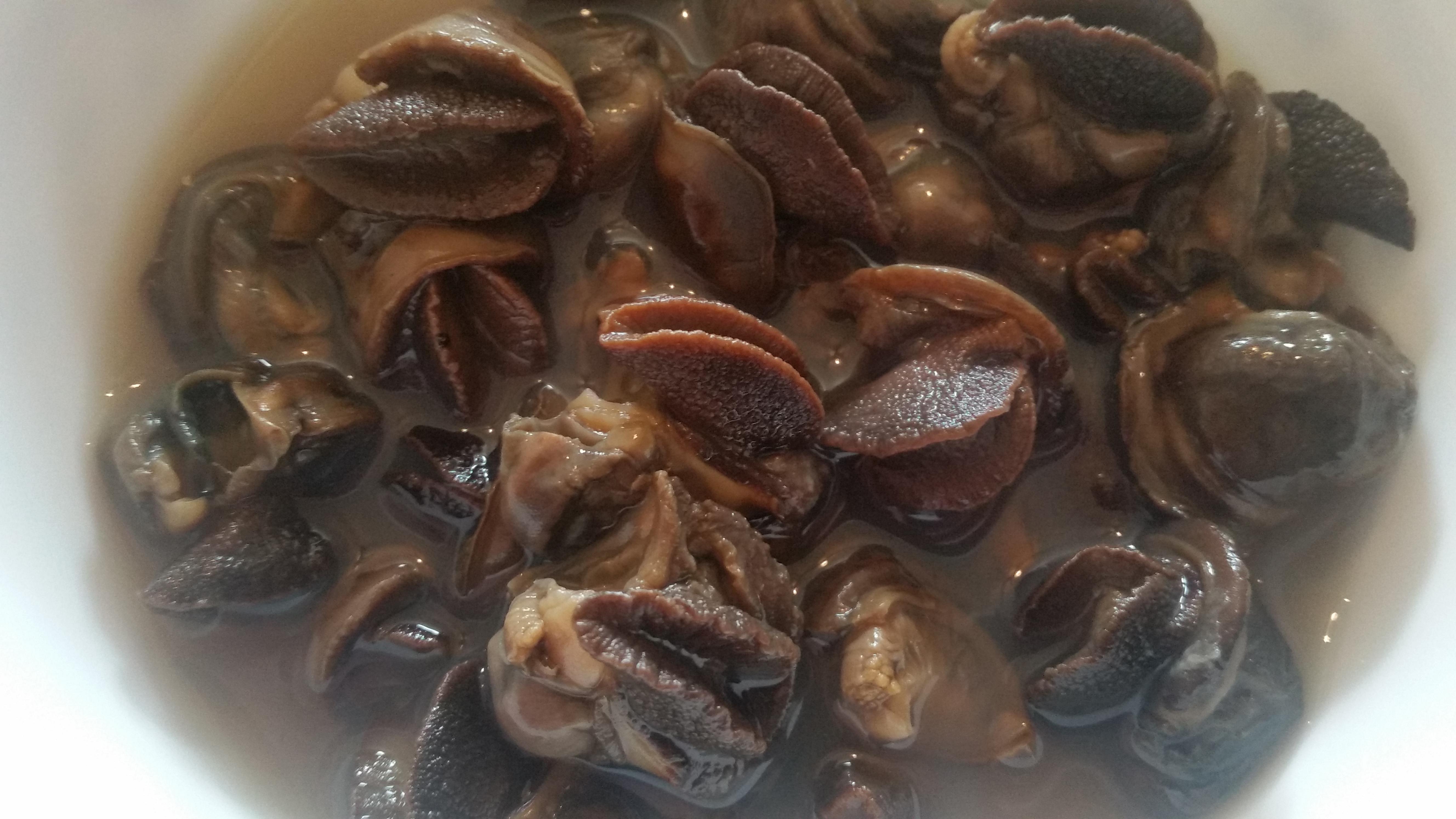
Vaření hlemýždi neznámého druhu

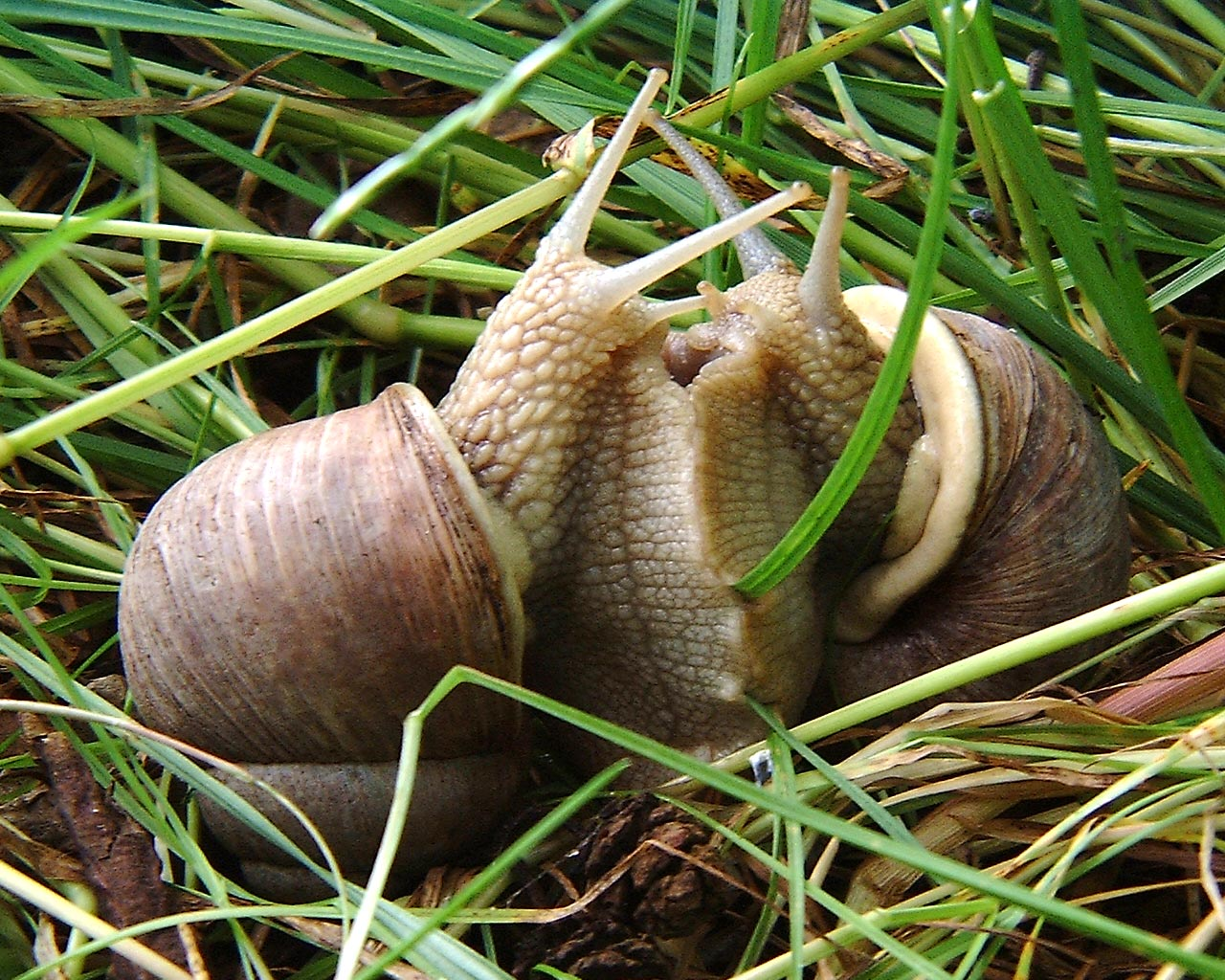
Pářící se hlemýždi

Hlemýžď je hermafrodit, vývoj je přímý. Ve střední Evropě se hlemýždi páří zpravidla v květnu. Dva hlemýždi k sobě přilnou spodními ploskami a napřímí se do vztyčené polohy. Páření trvá dlouhé hodiny. Hlemýždi využívají každé příležitosti ke spáření. Po spáření jedinec naklade do dutiny, kterou si sám vyhrabal v zemi, 25 až 50 vajíček.

## Využití hlemýždě člověkem
V některých zemích slouží jako potrava pro člověka (kdysi i tradiční součást české kuchyně), pořádají se hlemýždí závody a někdy se také barví hlemýžďům ulity jako okrasný prvek na zahradu. Jejich chov k jídlu byl znám už za dob Římanů. Dnes je konzumováno přibližně 15 druhů rodu Helix. Masový chov, který by pokryl poptávku, se stále nedaří. Získávají se tedy většinou sběrem v přírodě. To může ovšem v některých lokalitách znamenat vážné ohrožení populace. Hlemýždí sekret se pro svoje hojivé účinky také používá v kosmetice.[zdroj?]

## Rozšíření a ohrožení
Hlemýžď zahradní žije na vlhkých a stinných místech v trávě, v křoví, na okrajích lesů. Objevuje se také na zahradách (někdy považovaný za škůdce). Centrum areálu rozšíření je ve střední a jihovýchodní Evropě. Je uveden v příloze V směrnice o stanovištích.
Je rozšířen v Belgii, v Česku (málo dotčený druh), ve východní Francii, v severní Itálii, v Německu (uveden jako zvláště chráněný druh v příloze 1 Spolkového nařízení o ochraně druhů), v Nizozemsku, v Rakousku, v západní části Ruska, na Slovensku, na Ukrajině a v zemích Balkánu.
Po roce 2015 byl na základě molekulárně-genetických analýz od tohoto druhu odlišen druh nový, a to hlemýžď pruhovaný (Helix thessalica), který se vyskytuje i na území České republiky, konkrétně v údolí řeky Jihlavy mezi Mohelnem a Moravskými Bránicemi. Od hlemýždě zahradního jej lze odlišit i na základě některých drobných morfologických znaků.